# 卡利納屋

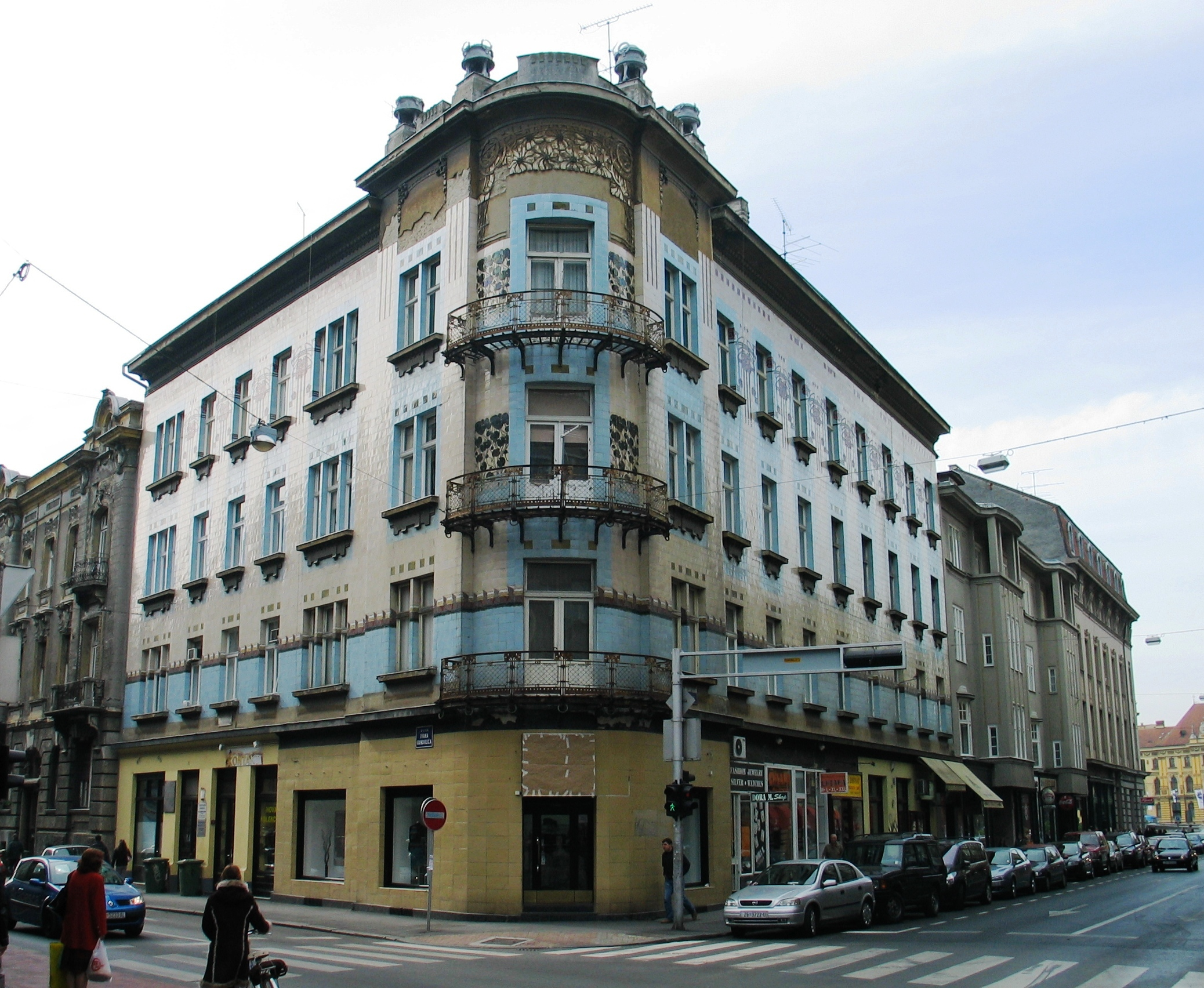
卡利納屋

卡利納屋是克羅埃西亞首都薩格勒布的一座歷史建築。這座建築被譽為「薩格勒布最好的維也納分離派建築範例」。這座建築修建於1903年至1904年期間，設計者是Vjekoslav Bastl。

## 外部連結
- High resolution picture of the façade at Panoramio.com
- Floral pattern detail （页面存档备份，存于） at Flickr